# هری ادوارد د روبیلارد وترال
هری ادوارد د روبیلارد وترال (انگلیسی: Harry Edward de Robillard Wetherall؛ ۲۲ فوریه ۱۸۸۹ – ۱۸ نوامبر ۱۹۷۹) سپهبد نیروی زمینی بریتانیا بود. وی برندهٔ جوایزی همچون صلیب نظامی شده‌است.
وِدِرال در سال ۱۹۰۹ به هنگ گلاسترشر پیوست. او در جنگ جهانی اول در فرانسه و بلژیک خدمت کرد و در سال ۱۹۱۷ به عنوان افسر فرمانده گردان دوم/چهارم پیاده نظام سبک آکسفوردشایر و باکینگهامشر منصوب شد. در مارس ۱۹۱۸ بر اثر اصابت ترکش به گردنش به شدت مجروح شد.
پس از جنگ، او به عنوان سرهنگ دوم در سپاه مسلسل و سپس در سال ۱۹۳۰ به عنوان افسر ستاد کل برای آموزش سلاح در فرماندهی اسکاتلند منصوب شد. سپس در فلسطین خدمت کرد و در سال ۱۹۳۶ به عنوان افسر فرمانده گردان اول، هنگ یورک و لنکستر و سپس در سال ۱۹۳۸ به عنوان فرمانده تیپ نوزدهم منصوب شد.
او در جنگ جهانی دوم به عنوان افسر کل فرمانده لشکر یازدهم آفریقا در حبشه در سال ۱۹۴۱ خدمت کرد: او بخشی از "جبهه جنوبی" برای این لشکر بود و فرماندهی لشکر را در طول پیشروی از کنیا، از طریق سومالی ایتالیا و به اتیوپی بر عهده داشت. در اواخر سال ۱۹۴۱، با پایان یافتن تقریباً کامل لشکر، لشکر یازدهم آفریقا منحل شد و او به عنوان افسر کل فرمانده نیروی شرق آفریقا منصوب شد. سپس در سال ۱۹۴۳ به عنوان فرمانده کل سیلان منصوب شد.
پس از جنگ، او در زمانی که مبارزه استقلال سریلانکا در جریان بود، فرمانده کل سیلان شد. او در سال ۱۹۴۶ بازنشسته شد.